# アーリエル クリスタル伝説
『アーリエル クリスタル伝説』（アーリエル クリスタルでんせつ）は、セガより1991年12月13日に発売されたゲームギア用ゲームソフト。
2013年2月6日からニンテンドー3DSのバーチャルコンソールで配信されている。
キャラクターデザインは九月姫。海外名はCrystal Warriors。

## 解説
アーリエル王国の王女エリスとその仲間たちを操作して、4つ目のクリスタルを狙うガーク帝国の魔導師グラムに立ち向かうコンピュータゲーム。
基本的なシステムはターン制シミュレーションゲームに準拠しているが、ステージクリア後に仲間を増やしたり装備を購入するといったロールプレイングゲームとしての要素も存在している。
キャラクターにはそれぞれエレメント（属性）が設定されており、それぞれ弱点となる属性が存在する。
また、二人用モードであるバーサスモードがあり、アーリエル軍とガーク軍に分かれて戦うこととなる。

## 登場人物
エリス
- エレメント：土

本作の主人公であるアーリエル王国の王女で、土のクリスタルの持ち主。グラムが他のクリスタルを奪った際、たまたま遠方に出かけていたため難を逃れた。戦士としての資質を持つが、魔法を使うことも可能。
彼女が倒れてしまうとゲームオーバーとなる。
ムラチュク
- エレメント：土

エリスの付き人である魔導師。攻撃魔法以外にも、ハテナマンの正体を明かすスキャンという魔法を使うことができる。
チャミル
- エレメント：土

ガーク帝国王女。バーサスモードでは2P側のキャラクターとなる。
ラット
- エレメント：風

森に住まう風の戦士。攻撃力が高い反面防御力が低い。
フリム
- エレメント：風

僧侶。回復魔法に長ける反面戦闘は不得意。
ディナール
- エレメント：水

ビキニアーマーをまとった水の戦士。能力は平均的だが、水場でも徒歩で移動することが可能。
エルド
- エレメント：火

火の戦士。防御力が高いのが特徴。
ボルム
- エレメント：火

後半から登場する火の戦士。
フレア
- エレメント：火

神官兼戦士。
トルネード
- エレメント：風

風の戦士。エリスの父ロレンスには恩義があり、その縁で彼女に協力する。
ティアラ
- エレメント：風

風の戦士。
エルシド
エレメント：水
水の戦士。エルド同様ロードの職についているため、防御力は高い。
サファイ
エレメント：水
兄を殺したガーク帝国打倒のために戦場に身を投じる女戦士。雇う時の金額が高い。
オラオネ
エレメント：土
アーリエル王国一のヒーラーである老人。
ロメティ
エレメント：土
ムラチュクの孫娘であるマギ。